# Lepistemon
Lepistemon – rodzaj roślin z rodziny powojowatych (Convolvulaceae). Obejmuje 7 gatunków. Występują one w strefie międzyzwrotnikowej Starego Świata – w Afryce, południowej Azji i północnej Australii.

## Morfologia
PokrójZielne i drewniejące pnącza, zwykle owłosione.
LiścieOgonkowe, blaszki jajowate do zaokrąglonych, całobrzegie lub 3–5-klapowane.
KwiatyWyrastają z kątów liści zebrane w gęste baldachopodobne kwiatostany wierzchotkowe, krótko- lub długoszypułkowe. Podkwiatki są drobne i szybko odpadają. Działki kielicha skórzaste lub cienkie, wyrównanej wielkości, omszone lub nagie, z wierzchołkiem zaostrzonym lub tępym. Korona urnowata, z 5 płytkimi łatkami, z 5 wyraźnymi, owłosionymi od zewnątrz paskami. Pręciki są osadzone u nasady rurki korony i są w niej schowane. Pylniki eliptyczne do równowąskich. Dysk miodnikowy w postaci pierścienia lub miseczki jest całobrzegi lub podzielony na 5 łatek. Zalążnia jest naga lub owłosiona, dwukomorowa, zawsze z dwoma zalążkami w każdej z komór. Pojedyncza szyjka słupka jest bardzo krótka i zakończona dwoma główkowatymi znamionami.
OwoceKulistawe torebki otwierające się czterema klapami. Zawierają od jednego do czterech nasion, o łupinie nagiej lub owłosionej.

## Systematyka
Pozycja systematyczna
Rodzaj z plemienia Ipomoeeae z podrodziny Convolvuloideae w obrębie rodziny powojowatych (Convolvulaceae). 
Wykaz gatunków 
- Lepistemon binectarifer (Wall.) Kuntze
- Lepistemon intermedius Hallier f.
- Lepistemon leiocalyx Stapf
- Lepistemon owariensis (P.Beauv.) Hallier f.
- Lepistemon parviflorus Pilg. ex Büsgen
- Lepistemon urceolatus (R.Br.) F.Muell.
- Lepistemon verdcourtii P.Mathew & Biju